# Bromat de sodi
El bromat de sodi, és un compost inorgànic amb la fórmula química NaBrO₃, és la sal de sodi de l'àcid bròmic. És un oxidant fort que principalment s'utilitza en processos de fer tints i en la permanent dels cabells o com solvent en mines d'or quan es fa servir junt amb el bromur de sodi.

## Producció
El bromat de sodi es produeix fent passar brom dins una solució de carbonat de sodi. També es pot produir per oxidació electrolítica del bromur de sodi.